# Wim Jungmann
Wim Jungmann (16 november 1913 – 30 december 2000) was een Nederlands journalist. Hij wordt beschouwd als de bedenker van het woord "vertrossing".

## Biografie en oorlog
Jungmann volgde in Den Haag de Mulo aan de Van der Parrastraat, maar verklaarde na de oorlog dat hij de 5-jarige HBS had gevolgd. Tijdens de Tweede Wereldoorlog luisterde Jungmann naar de verboden zender van de BBC en schreef nieuwsbulletins, die hij aan de verzetskranten Het Parool en Vrij Nederland doorspeelde. In de oorlog trouwde hij met Aletta Bronsing en kreeg met haar een zoon. Als onderduiker hadden zij de latere hoogleraar en CPN-politicus Ben Polak. Na de oorlog kwam het tot een scheiding en ging Aletta verder met Polak.

## Werkzaamheden na de oorlog
Na de oorlog werkte Jungmann voor het Nieuw Utrechts Dagblad en De Waarheid. Na de machtsovername door de communisten in Tsjecho-Slowakije in 1948 stapte hij over naar Het Parool. Hier zou hij vooral bekend worden als televisierecensent. Bij zijn afscheid op 31 december 1979, hield hij een toespraak waarin hij opbiechtte zijn middelbare school nooit te hebben afgemaakt.

## Boek
Na zijn scheiding trouwde Jungmann met Loes Hesselius (1917-2000), de weduwe van Jan Carmiggelt (1909-1943). Over haar aftakelen schreef hij een dagboek om voor zichzelf vast te leggen in welke mate zijn echtgenote Loes slechter werd qua geheugen. Zijn jongste zoon Bart Jungmann besloot het dagboek te bewerken, uit te breiden en het uit te laten geven in 2005 met een voorwoord van de stiefzoon van Wim Jungmann, Jan Carmiggelt - beiden eveneens journalist. Het boekje kreeg de titel 'Wat is het met Loes? en werd in 2005 uitgegeven. Nadat zijn echtgenote op 12 december 2000 overleed werd Jungmann opgenomen in een ziekenhuis in Leiden met ernstige klachten. Na enkele dagen opname overleed hij daar op 87-jarige leeftijd op 30 december 2000. Jungmann werd na zijn crematie samen met zijn echtgenote bijgezet op Den en Rust te Bilthoven.

## Trivia
- Simon Carmiggelt weigerde Jungmann diens communistische verleden te vergeven, ook toen deze dit allang had afgezworen. Bij familiediners was Loes Hesselius welkom, maar Jungmann niet.[7]